# Peter Gantzler
Peter Gantzler (28 settembre 1958) è un attore danese.
La sua notorietà all'estero è dovuta soprattutto ai film Italiano per principianti di Lone Scherfig, in cui interpreta il ruolo di Jorgen Mortensen, e Il grande capo di Lars von Trier, in cui veste i panni di Ravn. In patria invece è conosciuto per aver preso parte alla serie televisiva Taxa.

## Biografia
Iscrittosi dapprima al corso di letteratura danese presso la facoltà di lettere dell'Università di Copenaghen, successivamente cambia ed intraprende gli studi di recitazione presso la Statens Scenekunstskole (Scuola nazionale di teatro), diplomandosi nel 1990.
Dopo gli inizi in teatro, passa al cinema e alla televisione recitando in numerose produzioni danesi e collaborando con registi del calibro di Lars von Trier.
Gantzler è sposato con l'attrice danese Xenia Lach-Nielsen, con la quale ha avuto una figlia.

## Filmografia parziale
- Rocking Silver (1983)
- Mord i mørket (1986)
- Kaj's fødselsdag (1990)
- Operation Cobra (1995)
- Davids bog (1996)
- Il senso di Smilla per la neve (Smilla's Sense of Snow), regia di Bille August (1997)
- Når mor kommer hjem (1998)
- Mimi og madammerne (1998)
- Pizza King (1999)
- I Kina spiser de hunde (1999)
- Aiuto! Sono un pesce (Hjælp, jeg er en fisk) (doppiatore in lingua originale — 2000)
- Italiano per principianti (Italiensk for begyndere), regia di Lone Scherfig (2000)
- Anja & Viktor (2001)
- At klappe med een hånd (2001)
- Cinque bambini alla riscossa (Min søsters børn) (2001)
- Listetyven (2002)
- Bjergkuller (2002)
- Campingvognen (2002)
- Settimana bianca con lo zio (Min søsters børn i sneen) (2002)
- Til højre ved den gule hund (2003)
- Il Fachiro di Bilbao (Fakiren fra Bilbao) (2004)
- Store planer (2005)
- Solkongen (2005)
- Delitto di mezza estate (Steget efter) (2005)
- Dommeren, regia di Gert Fredholm (2005)
- Il grande capo (The Boss Of It All), regia di Lars von Trier (2006)
- Små mirakel och stora (2006)
- Il tesoro dei templari (Tempelriddernes skat) (2006)
- Il tesoro dei templari - Ritorno al passato (Tempelriddernes skat II) (2007)
- A Viking Saga (2007)
- Anja og Viktor – Brændende kærlighed (2007)
- Hjemve (2007)
- 33 Sceny Z Zycia (2008)
- Sandheden om mænd, regia di Nikolaj Arcel (2010)
- Dreng (2011)
- Undskyld jeg forstyrrer (2012)
- Dannys Dommedag (2014)
- Lang historie kort (2015)
- Zootropolis (doppiatore — 2016)
- Ninna (2019)
- Rose (2022)
- Intet (2022)
- Esthers orkester (2022)

## Produzioni televisive
- Mørklægning (1992)
- Kald mig Liva (1992)
- Tre ludere og en lommetyv (1993)
- Taxa (1997)
- Hjerteflimmer (1998)
- Turbulent sone (2000)
- Skjulte spor (2000)
- Den serbiske dansker (2001)
- Er du skidt, skat? (2003)
- Krøniken (2004-2005)

## Premi
Per il ruolo di Jorgen Mortensen in "Italiano per principianti", Gantzler ha vinto i seguenti premi:
- Valladolid International Film Festival, 2001: miglior attore[4].
- Premio Robert, 2001: miglior attore non protagonista.
- Bordeaux International Festival of Women in Cinema, 2001: miglior attore.